# Scottish FA Cup 1973/74
Der Scottish FA Cup wurde 1973/74 zum 89. Mal ausgespielt. Der wichtigste schottische Fußball-Pokalwettbewerb, der vom Schottischen Fußballverband geleitet und ausgetragen wurde, begann am 15. Dezember 1973 und endete mit dem Finale am 4. Mai 1974 im Hampden Park von Glasgow. Als Titelverteidiger starteten die Glasgow Rangers in den Wettbewerb, die sich im Vorjahresfinale gegen Celtic im Old Firm durchsetzen konnten. Im diesjährigen Endspiel um den Schottischen Pokal standen sich Celtic und Dundee United gegenüber. Die Bhoys gewannen das Endspiel durch Tore von John Deans, Harry Hood und Steve Murray mit 3:0. Celtic stand zum sechsten Mal in Folge und zum insgesamt 38. Mal im schottischen Pokalfinale. In der Saison 1973/74 gewann Celtic das Double aus Meisterschaft und Pokal. Hinzu kam eine Niederlage im Finale des Ligapokals gegen den FC Dundee. Aufgrund des Sieges in der Meisterschaft nahm Celtic in der folgenden Saison am Europapokal der Landesmeister teil, Dundee United als Verlierer am Europapokal der Pokalsieger.

## 1. Runde
Ausgetragen wurden die Begegnungen zwischen dem 15. und 24. Dezember 1973. Die Wiederholungsspiele fanden zwischen dem 17. und 25. Dezember 1973 statt.
|                       | Ergebnis |                      |
| --------------------- | -------- | -------------------- |
| Berwick Rangers       | 0:0      | Albion Rovers        |
| FC East Stirlingshire | 0:0      | FC Clydebank         |
| Hamilton Academical   | 0:0      | Alloa Athletic       |
| FC Lossiemouth        | 3:3      | FC Fraserburgh       |
| FC Queen’s Park       | 1:0      | Edinburgh University |

### Wiederholungsspiele
|                | Ergebnis |                       |
| -------------- | -------- | --------------------- |
| Albion Rovers  | 2:0      | Berwick Rangers       |
| Alloa Athletic | 4:1      | Hamilton Academical   |
| FC Clydebank   | 1:0      | FC East Stirlingshire |
| FC Fraserburgh | 6:0      | FC Lossiemouth        |

## 2. Runde
Ausgetragen wurden die Begegnungen am 5. Januar 1974. Das Wiederholungsspiel fand am 12. Januar 1974 statt.
|                    | Ergebnis |                            |
| ------------------ | -------- | -------------------------- |
| Brechin City       | 5:1      | FC Stenhousemuir           |
| FC Cowdenbeath     | 4:1      | FC Fraserburgh             |
| Ferranti Thistle   | 1:0      | FC Civil Service Strollers |
| Clachnacuddin F.C. | 1:1      | FC Clydebank               |
| Queen of the South | 1:0      | Albion Rovers              |
| FC Queen’s Park    | 6:1      | FC Hawick Royal Albert     |
| Ross County        | 1:2      | Forfar Athletic            |
| FC Stranraer       | 1:0      | Alloa Athletic             |

### Wiederholungsspiel
|              | Ergebnis |                    |
| ------------ | -------- | ------------------ |
| FC Clydebank | 3:2      | Clachnacuddin F.C. |

## 3. Runde
Ausgetragen wurden die Begegnungen am 26. und 27. Januar 1974. Die Wiederholungsspiele fanden am 29. und 30. Januar, sowie 3. und 4. Februar 1974 statt.
|                     | Ergebnis |                      |
| ------------------- | -------- | -------------------- |
| FC Aberdeen         | 0:2      | FC Dundee            |
| FC Arbroath         | 1:0      | FC Dumbarton         |
| Celtic Glasgow      | 6:1      | FC Clydebank         |
| FC Cowdenbeath      | 0:5      | Ayr United           |
| Dundee United       | 4:1      | Airdrieonians FC     |
| FC Falkirk          | 2:2      | Dunfermline Athletic |
| Forfar Athletic     | 1:6      | FC St. Johnstone     |
| Heart of Midlothian | 3:1      | FC Clyde             |
| Hibernian Edinburgh | 5:2      | FC Kilmarnock        |
| FC Montrose         | 1:1      | Stirling Albion      |
| FC Motherwell       | 2:0      | Brechin City         |
| Partick Thistle     | 6:1      | Ferranti Thistle     |
| Queen of the South  | 1:0      | FC East Fife         |
| Raith Rovers        | 2:2      | Greenock Morton      |
| Glasgow Rangers     | 8:0      | FC Queen’s Park      |
| FC Stranraer        | 1:1      | FC St. Mirren        |

### Wiederholungsspiele
|                      | Ergebnis  |              |
| -------------------- | --------- | ------------ |
| Dunfermline Athletic | 1:0       | FC Falkirk   |
| Greenock Morton      | 0:0 n. V. | Raith Rovers |
| Stirling Albion      | 3:1       | FC Montrose  |
| FC St. Mirren        | 1:1 n. V. | FC Stranraer |

### 2. Wiederholungsspiele
|              | Ergebnis |                 |
| ------------ | -------- | --------------- |
| Raith Rovers | 1 0:1 1  | Greenock Morton |
| FC Stranraer | 2 3:2 2  | FC St. Mirren   |

## Achtelfinale
Ausgetragen wurden die Begegnungen am 16. und 17. Februar 1974. Das Wiederholungsspiel fand am 19. Februar 1974 statt.
|                      | Ergebnis |                     |
| -------------------- | -------- | ------------------- |
| FC Arbroath          | 1:3      | FC Motherwell       |
| Celtic Glasgow       | 6:1      | Stirling Albion     |
| Dundee United        | 1:0      | Greenock Morton     |
| Dunfermline Athletic | 1:0      | Queen of the South  |
| Heart of Midlothian  | 1:1      | Partick Thistle     |
| Glasgow Rangers      | 0:3      | FC Dundee           |
| FC St. Johnstone     | 1:3      | Hibernian Edinburgh |
| FC Stranraer         | 1:7      | Ayr United          |

### Wiederholungsspiel
|                 | Ergebnis |                     |
| --------------- | -------- | ------------------- |
| Partick Thistle | 1:4      | Heart of Midlothian |

## Viertelfinale
Ausgetragen wurden die Begegnungen am 9. und 10. März 1974. Die Wiederholungsspiele fanden zwischen dem 12. und 18. März 1974 statt.
|                      | Ergebnis |               |
| -------------------- | -------- | ------------- |
| Celtic Glasgow       | 2:2      | FC Motherwell |
| Dunfermline Athletic | 1:1      | Dundee United |
| Heart of Midlothian  | 1:1      | Ayr United    |
| Hibernian Edinburgh  | 3:3      | FC Dundee     |

### Wiederholungsspiele
|               | Ergebnis  |                      |
| ------------- | --------- | -------------------- |
| Ayr United    | 1:2 n. V. | Heart of Midlothian  |
| FC Dundee     | 3:0       | Hibernian Edinburgh  |
| Dundee United | 4:0       | Dunfermline Athletic |
| FC Motherwell | 0:1       | Celtic Glasgow       |

## Halbfinale
Ausgetragen wurden die Begegnungen am 3. und 6. April 1974 im Hampden Park von Glasgow. Das Wiederholungsspiel fand am 9. April 1974 ebenfalls im Hampden Park statt.
|                     | Ergebnis |               |
| ------------------- | -------- | ------------- |
| Celtic Glasgow      | 1:0      | FC Dundee     |
| Heart of Midlothian | 1:1      | Dundee United |

### Wiederholungsspiel
|               | Ergebnis |                     |
| ------------- | -------- | ------------------- |
| Dundee United | 4:2      | Heart of Midlothian |

## Finale
| Celtic Glasgow                        | Celtic Glasgow | Dundee United | Dundee United |
| ------------------------------------- | --- | --- | ------------- |
| Celtic Glasgow                        | \| Finale \| \| 4. Mai 1974 in Glasgow (Hampden Park) \| \| Ergebnis: 3:0 (2:0) \| \| Zuschauer: 75.959 \| \| Schiedsrichter: John Paterson \| \| Spielbericht \|                                       | \| Finale \| \| 4. Mai 1974 in Glasgow (Hampden Park) \| \| Ergebnis: 3:0 (2:0) \| \| Zuschauer: 75.959 \| \| Schiedsrichter: John Paterson \| \| Spielbericht \|                                             | Dundee United |
| Celtic Glasgow                        | Denis Connaghan – Danny McGrain (Tommy Callaghan), Billy McNeill, Pat McCluskey, Jim Brogan – David Hay, Jimmy Johnstone, Steve Murray, Kenny Dalglish – Harry Hood, John Deans Cheftrainer: Jock Stein | Sandy Davie – Walter Smith, Jackie Copland, Doug Smith (Andy Rolland), Frank Kopel – Pat Gardner, Archie Knox, George Fleming, Doug Houston, Graeme Payne (Tommy Traynor) – Andy Gray Cheftrainer: Jim McLean | Dundee United |
| Celtic Glasgow                        | 1:0 Harry Hood (20.) 2:0 Steve Murray (24.) 3:0 John Deans (89.) | | Dundee United |
| Finale                                | | |               |
| 4. Mai 1974 in Glasgow (Hampden Park) | | |               |
| Ergebnis: 3:0 (2:0)                   | | |               |
| Zuschauer: 75.959                     | | |               |
| Schiedsrichter: John Paterson         | | |               |
| Spielbericht                          | | |               |